# Omega Pharma
Omega Pharma foi uma empresa farmacêutica belga, fundada por Marc Coucke e Yvan Vindevogel em 1987, os dois eram ex-estudantes Universidade de Farmácia Gante,no inicio era um fabricante de xampus e ao longo do tempo foi diversificando para outras áreas.
Em 1994 Yvan Vindevogel vendeu suas ações da Omega para Marc Coucke.
Em maio de 2000 adquiriu a farmacêutica francesa especializada em remédios e cosméticos de venda livre Pharmygiène,em dezembro do mesmo ano comprou da Akzo Nobel, a sua divisão de medicamentos de venda livre chamada Chefaro por 105,7 milhões de euros,entre os produtos que a Chefaro produzia e vendia estavam testes de gravidez, produtos para pele e produtos para o alivio de dores musculares.
Em maio de 2004 adquiriu por 135 milhões de euros, 60 marcas de cuidados pessoais que eram de propriedade da Pfizer, o portifólio de marcas compradas incluem produtos de cuidado com a pele e cabelos.
A Omega fabricava e vendia medicamentos sem receita e itens de cuidados pessoais.
A empresa foi cotada na Euronext Bruxelas e fez parte do BEL 20, porém em 2011 fechou o capital após Marc Coucke e a companhia de private equity Waterland comprarem todas as ações que estavam no mercado.
Em 2013 tinha 2.500 funcionários e operações em 35 países da Europa e países emergentes, a sede na empresa ficava na cidade de Nazareth na Bélgica.

## Venda para a Perrigo Company
Em novembro de 2014 a Omega Pharma foi comprada pela empresa farmacêutica americana Perrigo por 3,6 bilhões de euros,a aquisição foi completada em 30 de março de 2015.